# Jean-Eudes Aholou
Jean-Eudes Pascal Aholou (Abidjan, 20 marzo 1994) è un calciatore ivoriano, centrocampista svincolato e della nazionale ivoriana.

## Carriera

### Club
Cresciuto nel settore giovanile del Lilla, nel 2015 si trasferisce all'Orléans, con cui firma un biennale. Il 16 gennaio 2017 viene acquistato dallo Strasburgo, legandosi al club alsaziano fino al 2021.
Il 24 luglio 2018, dopo un'ottima prima stagione disputata in Ligue 1, conclusa con cinque reti segnate, passa al Monaco, firmando un quinquennale con la squadra biancorossa.
Il 1º agosto 2019 è prestato per una stagione al Saint-Étienne.
Il 29 settembre 2020 viene ceduto in prestito allo Strasburgo.
Il 16 luglio 2021 il prestito viene prolungato per un'altra stagione.

### Nazionale
Ha giocato nelle nazionali giovanili ivoriane Under-17 ed Under-23.
Ha esordito con la nazionale ivoriana il 24 marzo 2018, nell'amichevole pareggiata per 2-2 contro il Togo.

## Statistiche

### Presenze e reti nei club
Statistiche aggiornate al 15 dicembre 2024.
| Stagione          | Squadra           | Campionato        | Campionato | Campionato | Coppe nazionali | Coppe nazionali | Coppe nazionali | Coppe continentali | Coppe continentali | Coppe continentali | Altre coppe | Altre coppe | Altre coppe | Totale | Totale |
| Stagione          | Squadra           | Comp              | Pres       | Reti       | Comp            | Pres            | Reti            | Comp               | Pres               | Reti               | Comp        | Pres        | Reti        | Pres   | Reti   |
| ----------------- | ----------------- | ----------------- | ---------- | ---------- | --------------- | --------------- | --------------- | ------------------ | ------------------ | ------------------ | ----------- | ----------- | ----------- | ------ | ------ |
| 2014-2015         | Lilla 2           | N2                | 20         | 1          | -               | -               | -               | -                  | -                  | -                  | -           | -           | -           | 20     | 1      |
| 2015-2016         | Orléans           | N1                | 32         | 2          | CF+CdL          | 2+1             | 0               | -                  | -                  | -                  | -           | -           | -           | 35     | 2      |
| 2016-gen. 2017    | Orléans           | L2                | 20         | 3          | CF+CdL          | 1+2             | 0               | -                  | -                  | -                  | -           | -           | -           | 23     | 3      |
| Totale Orléans    | Totale Orléans    | Totale Orléans    | 52         | 5          |                 | 6               | 0               |                    | -                  | -                  |             | -           | -           | 58     | 5      |
| gen.-giu. 2017    | Strasburgo        | L2                | 15         | 0          | CF+CdL          | 2+0             | 0               | -                  | -                  | -                  | -           | -           | -           | 17     | 0      |
| 2017-2018         | Strasburgo        | L1                | 35         | 5          | CF+CdL          | 3+2             | 0               | -                  | -                  | -                  | -           | -           | -           | 40     | 5      |
| 2018-2019         | Monaco            | L1                | 17         | 0          | CF+CdL          | 0+0             | 0               | UCL                | 3                  | 0                  | SF          | 1           | 0           | 21     | 0      |
| 2019-2020         | Saint-Étienne     | L1                | 11         | 1          | CF+CdL          | 2+0             | 0               | UEL                | 4                  | 0                  | -           | -           | -           | 17     | 1      |
| ago.-set. 2020    | Monaco            | L1                | 2          | 0          | CF              | -               | -               | -                  | -                  | -                  | -           | -           | -           | 2      | 0      |
| Totale Monaco     | Totale Monaco     | Totale Monaco     | 19         | 0          |                 | 0               | 0               |                    | 3                  | 0                  |             | 1           | 0           | 23     | 0      |
| 2020-2021         | Strasburgo        | L1                | 27         | 2          | CF              | 1               | 0               | -                  | -                  | -                  | -           | -           | -           | 28     | 2      |
| 2021-2022         | Strasburgo        | L1                | 25         | 1          | CF              | 1               | 0               | -                  | -                  | -                  | -           | -           | -           | 26     | 1      |
| 2022-2023         | Strasburgo        | L1                | 30         | 3          | CF              | 0               | 0               | -                  | -                  | -                  | -           | -           | -           | 30     | 3      |
| Totale Strasburgo | Totale Strasburgo | Totale Strasburgo | 132        | 11         |                 | 9               | 0               |                    | -                  | -                  |             | -           | -           | 141    | 11     |
| 2023-2024         | Strasburgo 2      | N3                | 1          | 0          | -               | -               | -               | -                  | -                  | -                  | -           | -           | -           | 1      | 0      |
| 2024-2025         | Angers            | L1                | 14         | 2          | CF              | -               | -               | -                  | -                  | -                  | -           | -           | -           | 14     | 2      |
| Totale carriera   | Totale carriera   | Totale carriera   | 249        | 20         |                 | 17              | 0               |                    | 7                  | 0                  |             | 1           | 0           | 274    | 20     |

### Cronologia presenze e reti in nazionale
| Cronologia completa delle presenze e delle reti in nazionale ― Costa d'Avorio | Cronologia completa delle presenze e delle reti in nazionale ― Costa d'Avorio | Cronologia completa delle presenze e delle reti in nazionale ― Costa d'Avorio | Cronologia completa delle presenze e delle reti in nazionale ― Costa d'Avorio | Cronologia completa delle presenze e delle reti in nazionale ― Costa d'Avorio | Cronologia completa delle presenze e delle reti in nazionale ― Costa d'Avorio | Cronologia completa delle presenze e delle reti in nazionale ― Costa d'Avorio | Cronologia completa delle presenze e delle reti in nazionale ― Costa d'Avorio |
| Data                                                                          | Città                                                                         | In casa                                                                       | Risultato                                                                     | Ospiti                                                                        | Competizione                                                                  | Reti                                                                          | Note                                                                          |
| ----------------------------------------------------------------------------- | ----------------------------------------------------------------------------- | ----------------------------------------------------------------------------- | ----------------------------------------------------------------------------- | ----------------------------------------------------------------------------- | ----------------------------------------------------------------------------- | ----------------------------------------------------------------------------- | ----------------------------------------------------------------------------- |
| 24-3-2018                                                                     | Beauvais                                                                      | Togo                                                                          | 2 – 2                                                                         | Costa d'Avorio                                                                | Amichevole                                                                    | -                                                                             | 75’                                                                           |
| 27-3-2018                                                                     | Beauvais                                                                      | Costa d'Avorio                                                                | 2 – 1                                                                         | Moldavia                                                                      | Amichevole                                                                    | -                                                                             |                                                                               |
| 24-3-2023                                                                     | Bouaké                                                                        | Costa d'Avorio                                                                | 3 – 1                                                                         | Comore                                                                        | Qual. Coppa d'Africa 2023                                                     | -                                                                             | 72’ 74’                                                                       |
| 28-3-2023                                                                     | Moroni                                                                        | Comore                                                                        | 0 – 2                                                                         | Costa d'Avorio                                                                | Qual. Coppa d'Africa 2023                                                     | -                                                                             | 66’                                                                           |
| 15-11-2024                                                                    | Ndola                                                                         | Zambia                                                                        | 1 – 0                                                                         | Costa d'Avorio                                                                | Qual. Coppa d'Africa 2025                                                     | -                                                                             | 85’                                                                           |
| 19-11-2024                                                                    | Abidjan                                                                       | Costa d'Avorio                                                                | 4 – 0                                                                         | Ciad                                                                          | Qual. Coppa d'Africa 2025                                                     | -                                                                             | 60’                                                                           |
| 21-3-2025                                                                     | Meknes                                                                        | Burundi                                                                       | 0 – 1                                                                         | Costa d'Avorio                                                                | Qual. Mondiali 2026                                                           | -                                                                             | 65’                                                                           |
| Totale                                                                        |                                                                               | Presenze                                                                      | 7                                                                             |                                                                               | Reti                                                                          | 0                                                                             |                                                                               |